# .22 CB Cap

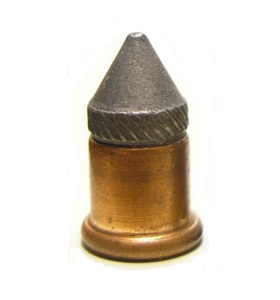
Um cartucho .22 CB Cap.

O .22 CB Cap (Conical Ball Cap) é um cartucho metálico do tipo fogo circular, uma versão mais potente do .22 BB Cap no qual não havia pólvora; apenas a ignição da espoleta propelia o projétil. O .22 CB Cap foi projetado com a intenção de ser uma ponte entre o .22 BB Cap e o .22 Short, sendo apresentado por volta de 1888 (apesar de ter sido criado provavelmente antes disso), no entanto, ele acabou apenas acumulando as desvantagens de ambos, não sendo mais preciso que nenhum dos dois e sendo mais barulhento que o .22 BB Cap, tornando-se imprestável para uso interno. Os fabricantes de munição americanos o retiraram de linha na década de 1940.

## Desempenho balístico
| Projétil Peso / Tipo           | Fabricante       | Velocidade         | Energia          |
| ------------------------------ | ---------------- | ------------------ | ---------------- |
| 18 gr (1 g) / Flobert Patronen | Dynamit Nobel    | 720 ft/s (220 m/s) | 21 ft-lbf (28 J) |
| 18 gr (1 g) / FLOBERT CB       | Sellier & Bellot | 853 ft/s (260 m/s) | 29 ft-lbf (39 J) |